# دفع عند النقر

مؤشر الماوس مؤشر اليد

اَلدَّفْعُ عِنْدَ اَلنَّقَرِ أَوْ اَلدَّفْعُ لِكُلِ نَّقَرِةٍ (بالإنجليزية :Pay Per Click، واختصارًا: PPC) هو أحد نماذج الإعلان عبر الإنترنت المستخدمة لتوجيه الزيارات نحو المواقع، إذ يقوم المعلن بالدفع للناشر (عادة ما يكون محرك بحث، أو مالك موقع ويب، أو شبكة من المواقع) عند النقر على الإعلان.
عادة ما يرتبط الدفع عند النقر بمحركات البحث من الدرجة الأولى (مثل غوغل أدووردز، وإعلانات أمازون، وإعلانات مايكروسوفت، وإعلانات بينغ سابقًا). عادة ما يقدم المعلنون عروضًا على العبارات الرئيسية المرتبطة بالسوق الهدف بمساعدة محركات البحث، ويدفعون عندما يُنقر على الإعلان (الإعلانات المرتبطة بالبحث عن نص أو إعلانات التسوق التي تحتوي مزيجًا من الصور والنص). على النقيض من ذلك، عادة ما تفرض مواقع المحتوى أسعارًا ثابتة مقابل كل نقرة بدلًا من استخدام نظام مناقصات. تظهر الإعلانات المرتبطة بنظام الدفع عند النقر، التي تُعرف أيضًا باسم إعلانات الراية، على المواقع التي تعرض محتوى مرتبطًا بها، والتي وافقت على عرض الإعلانات، ولا تكون إعلانات تتبع نظام الدفع عند النقر عادة. تبنت شبكات التواصل الاجتماعي مثل فيسبوك، ولينكد إن، وبنترست، وتويتر نظام الدفع عند النقر ليكون أحد النماذج الإعلانية الخاصة بها.
على أي حال، يمكن للمواقع أن تقدم إعلانات الدفع عند النقر. ستعرض المواقع التي تستخدم نظام الدفع عند النقر إعلانًا عند مطابقة كلمة استفهامية إحدى الكلمات الرئيسية في الإعلان التي أُضيفت في مجموعات إعلانية مختلفة، أو عندما يعرض موقع خاص بالمحتوى محتوى مشابه. يُطلق على هذا النوع من الإعلانات اسم الروابط أو الإعلانات الدعائية، وتظهر بجوار النتائج الأساسية، أو فوقها، أو تحتها على صفحات النتائج على محرك البحث، أو في أي مكان يختاره مطور الويب على موقع المحتوى.
يُعتبر الإعلان الذي يتبع نظام الدفع عند النقر معرضًا لسوء الاستعمال عن طريق النقر الاحتيالي، على الرغم من أن غوغل ومواقع أخرى طبقت أنظمة آلية لتوفير الحماية من النقرات المسيئة من قبل المنافسين ومطوري الويب الفاسدين.

## الهدف
يُستخدم نظام الدفع عبر النقر، بالإضافة إلى التكلفة وفق الظهور، والتكلفة وفق الطلب لتقييم فعالية وربحية التكلفة للتسويق عبر الإنترنت. في نظام التكلفة لكل ألف ظهور، يدفع المعلِن مقابل كل ألف ظهور للإعلان فقط. يتميز نظام الدفع عبر النقر عن الدفع عند الظهور في أنه يقدم معلومات حول مدى فعالية الإعلان. تُعتبر النقرات مقياسًا للانتباه والاهتمام، في حال كان الهدف الرئيسي من الإعلان الحصول على نقرات، أو توجيه الزيارات إلى موقع معين، إذًا يُعتبر نظام الدفع عند النقر المقياس المفضل. تؤثر جودة الإعلان وموقعه على معدل النقرات والتكلفة الكلية الناتجة عن الدفع عند النقر.

## قانونيًا
عام 2012، حكمت لجنة المنافسة والمستهلك الأسترالية على غوغل بشكل مبدئي نظرًا لتورطها في سلوك مضلل وخادع، وذلك في قضية من المحتمل أنها الأولى من نوعها. حكمت لجنة المنافسة والمستهلك الأسترالية أن غوغل كانت مسؤولة عن محتوى إعلانات الأدووردز المدفوعة التي عرضت روابط لموقع (Carsales.com) لبيع السيارات. عرض غوغل هذه الإعلانات استجابة لبحث بعنوان هوندا أستراليا. قالت اللجنة أن الإعلانات كان مخادعة، لأنها اقترحت أن موقع (Carsales.com) مرتبط بهوندا أستراليا. أُسقطت الدعوى لاحقًا عندما ناشدت غوغل المحكمة العليا الأسترالية. اعتُبرت غوغل غير مسؤولة قانونيًا عن الإعلانات المضللة التي عرضها أدووردز على الرغم من أنها عُرضت عبر غوغل وابتكرتها الأدوات الخاصة بالشركة.

## مواقع تقدم الخدمة
- Ask.com
- بايدو
- Business.com
- جوجل (جوجل أدووردز)
- Looksmart
- إعلانات مايكروسوفت (سابقا إعلانات بينغ)
- ياهو! (Yahoo! Search Marketing)